# 布科沃茨

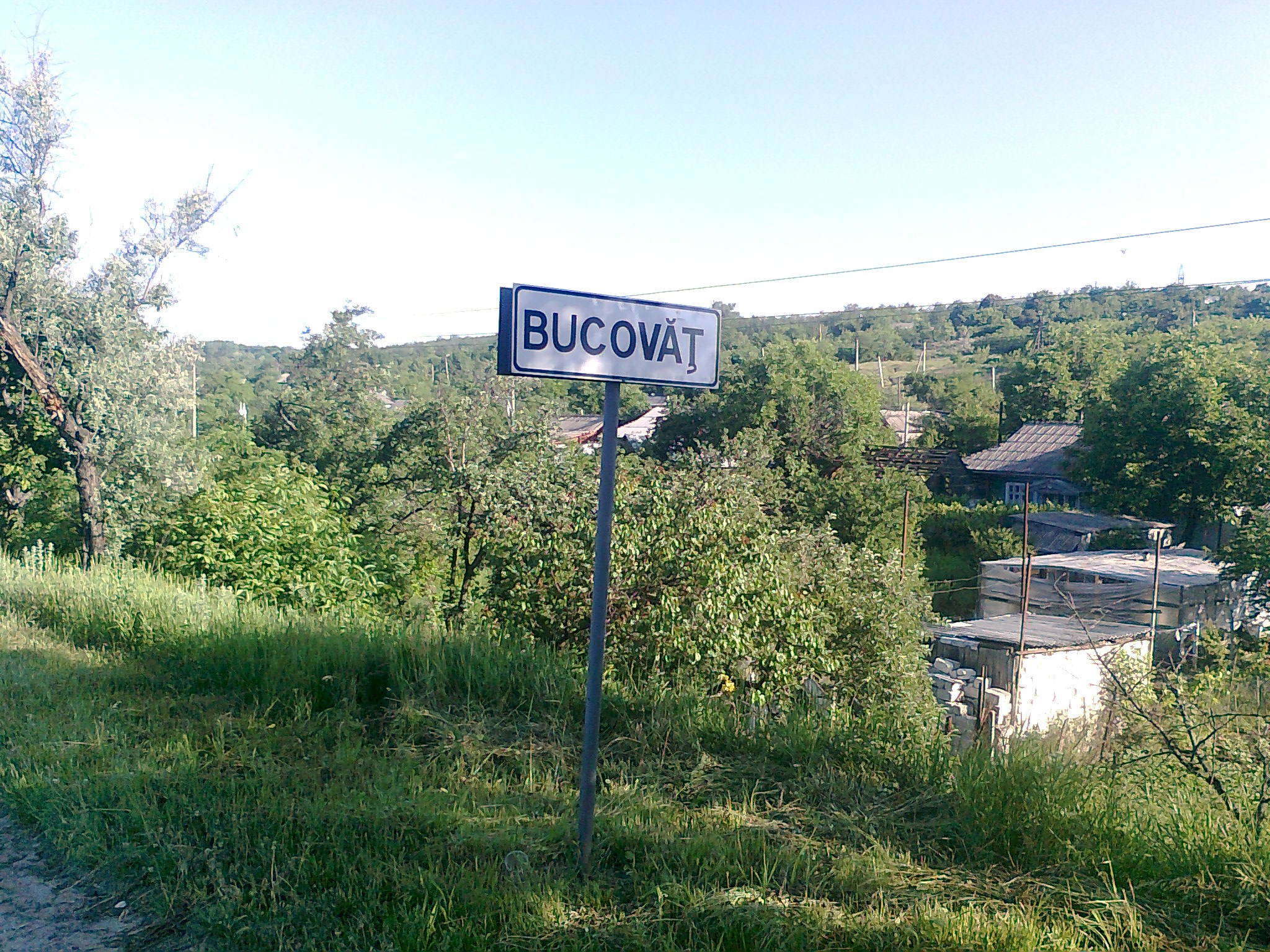
Bucovăţ

布科沃茨是摩爾多瓦的城鎮，由斯特勒謝尼區負責管轄，距離首都基希涅夫26公里，面積0.8平方公里，主要經濟活動是釀酒業和畜牧業，2012年人口1,700。
47°11′N 28°27′E / 47.183°N 28.450°E